# Праншита
Праншита (порт. Pranchita) — муниципалитет в Бразилии, входит в штат Парана. Составная часть мезорегиона Юго-запад штата Парана. Входит в экономико-статистический микрорегион Капанема. Население составляет 5559 человек на 2006 год. Занимает площадь 225,839 км². Плотность населения — 24,6 чел./км².

## История
Город основан 11 мая 1982 года.

## Статистика
- Валовой внутренний продукт на 2003 год составляет 65 714 533,00 реалов (данные: Бразильский институт географии и статистики).
- Валовой внутренний продукт на душу населения на 2003 год составляет 11 175,94 реалов (данные: Бразильский институт географии и статистики).
- Индекс развития человеческого потенциала на 2000 год составляет 0,803 (данные: Программа развития ООН).

## География
Климат местности: субтропический гумидный.